# Косте Сан Паоло (Перуђа)
Косте Сан Паоло је насеље у Италији у округу Перуђа, региону Умбрија.
Према процени из 2011. у насељу је живело 24 становника. Насеље се налази на надморској висини од 740 м.